# Lynchia plaumanni
Lynchia plaumanni är en tvåvingeart som beskrevs av Joseph Charles Bequaert 1943. Lynchia plaumanni ingår i släktet Lynchia och familjen lusflugor. Inga underarter finns listade i Catalogue of Life.